# Стара Піжанка
Стара Піжа́нка (рос. Старая Пижанка, марій. Тошто Пыжан) — присілок у складі Оршанського району Марій Ел, Росія. Входить до складу Марковського сільського поселення.

## Населення
Населення — 21 особа (2010; 20 у 2002).
Національний склад (станом на 2002 рік):
- росіяни — 95 %